# Coupe Davis 2012
Navigation
Édition précédente Édition suivante
La Coupe Davis 2012 est la 101e édition de ce tournoi de tennis professionnel masculin par nations. Les rencontres se déroulent du 10 février au 18 novembre dans différents lieux.
La Tchéquie remporte son 1er saladier d'argent grâce à sa victoire en finale face à l'Espagne (tenante du titre) par trois victoires à deux.

## Contexte
Le "Groupe Mondial" de l'édition 2012 de la Coupe Davis met aux prises 16 équipes sélectionnées en fonction de leurs résultats durant l'édition précédente :
- les nations ayant atteint les quarts de finale (1re ligne),
- les nations ayant remporté leur match de barrage (2e ligne).

| Groupe Mondial |               |               |              |               |                 |                 |                |
| Espagne (V)    | Argentine (F) | Serbie (DF)   | France (DF)  | Suède (QF)    | Kazakhstan (QF) | États-Unis (QF) | Allemagne (QF) |
| Tchéquie (HF)  | Russie (HF)   | Canada (Gr I) | Croatie (HF) | Italie (Gr I) | Japon (Gr I)    | Autriche (HF)   | Suisse (Gr I)  |

Le tournoi se déroule en parallèle dans les groupes inférieurs des zones continentales, avec pour enjeu d'accéder au groupe supérieur. Un total de 121 nations participent à la compétition :
- 16 dans le "Groupe Mondial",
- 24 dans la "Zone Amérique",
- 33 dans la "Zone Asie/Océanie",
- 48 dans la "Zone Afrique/Europe".

## Déroulement du tournoi

### Huitièmes de finale
Le 1er tour de l'édition 2012 de la Coupe Davis se tient du 10 au 12 février. L'Espagne accueille le Kazakhstan, sur fond de polémique avec l'émission française Les Guignols de l'Info au sujet de Rafael Nadal. Mais le 2e mondial est absent, fidèle à son souhait, formulé après la victoire de 2011 à laquelle il avait grandement œuvré, de se concentrer sur sa saison et la préparation des Jeux Olympiques d'été. Les tenants du titre doivent aussi compter sans David Ferrer (5e), lui aussi peu disposé à jouer le tournoi cette année, et sur le départ du capitaine Albert Costa, remplacé par Àlex Corretja. Malgré ces désaffections, l'équipe, emmenée par l'expérimenté Juan Carlos Ferrero et Nicolás Almagro, 11e mondial mais qui n'avait jusqu'ici joué que cinq matches dans la compétition, parvient à s'imposer dès samedi. De son côté, la Russie se rend à Wiener Neustadt pour affronter l'Autriche de Jürgen Melzer. Retombé au 40e rang mondial, l'ancien top 10 mène son pays à la victoire (3-2) en gagnant ses deux matches. La rencontre est aussi marquée par deux surprises : l'exploit du modeste Andreas Haider-Maurer contre Alex Bogomolov, classé près de cent places devant lui (mais dont c'est la première sélection), et le succès de l'inattendue paire russe Nikolay Davydenko - Mikhail Youzhny face aux spécialistes du double Oliver Marach et Alexander Peya. En s'imposant pour la première fois dans le tableau principal depuis 17 ans, les Autrichiens forcent la Russie à jouer son maintien dans un match de barrage en septembre contre le Brésil. Défaite, elle quitte le Groupe Mondial en fin d'année, pour la première fois depuis 1992.

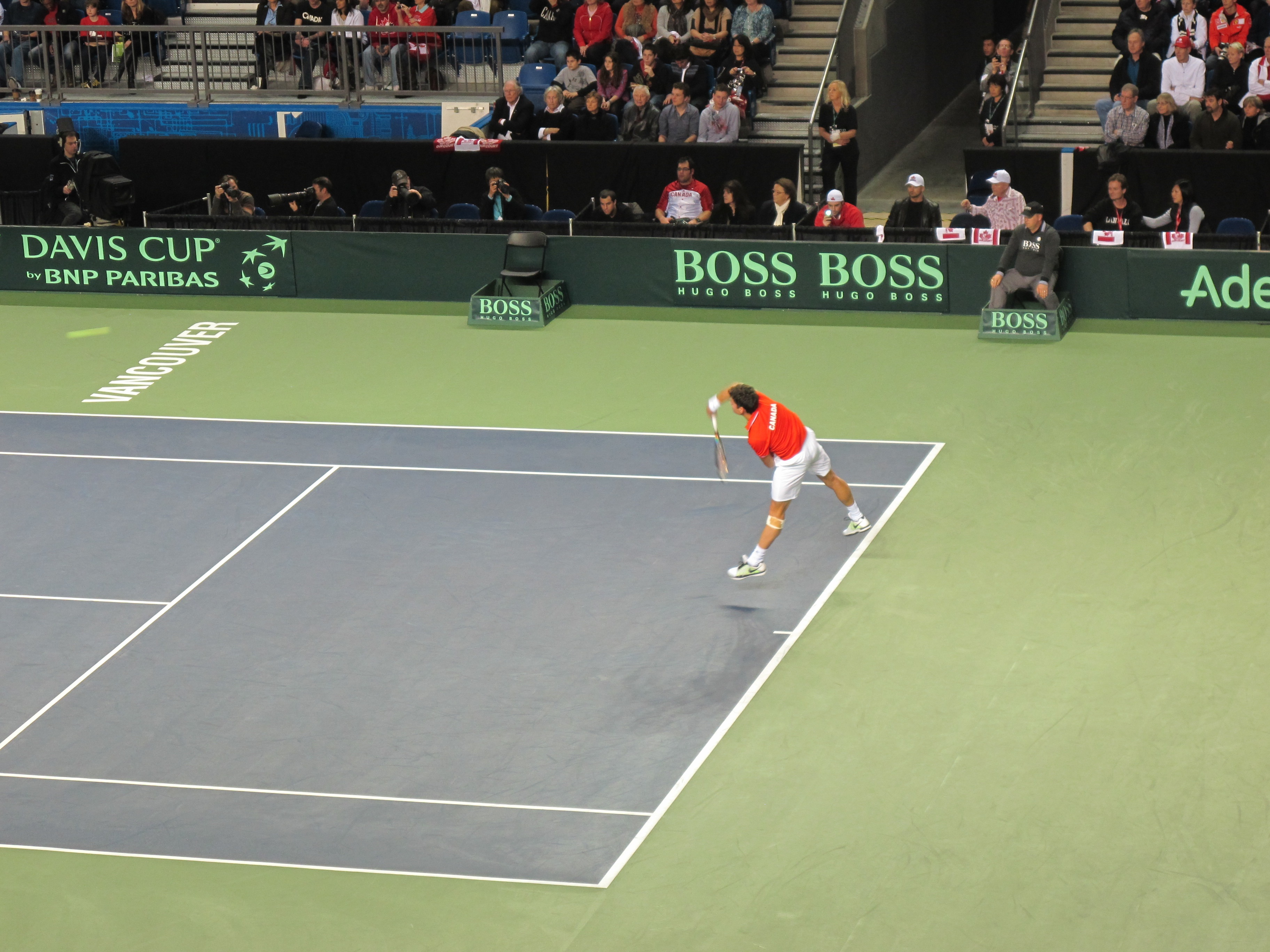
Milos Raonic en huitième de finales.

Dans la troisième rencontre, la France se rend au Canada, présent dans le tableau final du Groupe Mondial pour sa seulement quatrième fois, la première depuis 2004. Guy Forget commence sa dernière année de capitanat en alignant le 6e mondial Jo-Wilfried Tsonga contre Vasek Pospisil, classé au-delà du top 100 et qu'il écarte sans mal. Puis c'est au tour de Milos Raonic, passé du 256e au 29e rang mondial depuis janvier 2011 (et désormais joueur le mieux classé dans l'histoire de son pays), de défaire Julien Benneteau, préféré à Gaël Monfils en raison d'un genou récalcitrant, et qui vit sur le tard sa première sélection dans un match à enjeu grâce à un bon début de saison (finale à Sydney notamment). Mais le jeune meneur de l'équipe de Martin Laurendeau s'appuie sur son service dévastateur et de surprenantes qualités en retour pour s'imposer finalement nettement. Les deux joueurs reviennent samedi pour le double, l'un avec l'inamovible Daniel Nestor (4e de la spécialité), l'autre associé à son partenaire habituel Michaël Llodra (5e). Les français profitent de leurs automatismes ensemble pour s'imposer en trois sets serrés, avant que Tsonga ne conclue la rencontre en battant facilement le modeste Frank Dancevic, Raonic ayant exprimé souffrir de douleurs au genou.
À l'extérieur eux-aussi, les États-Unis du capitaine Jim Courier s'en tirent encore mieux contre la Suisse, qui compte pourtant dans ses rangs Stanislas Wawrinka, 28e au classement, et surtout Roger Federer, 3e. Le premier s'incline avec les honneurs face à Mardy Fish (8e), puis c'est John Isner (17e) qui crée la surprise en infligeant au second sa première défaite en simple du tournoi depuis 2003, et même 1999 sur terre battue. Le lendemain, en l'absence de son frère Bob, Mike Bryan est associé au leader américain pour une paire quasiment inédite qui surprend le double suisse pourtant champion olympique en titre. Avec trois victoires en trois matches, les États-Unis accèdent au tour suivant et renvoient leur adversaire en barrages pour la huitième année consécutive. Chez eux, les Tchèques se qualifient également dès samedi contre l'Italie, avec trois victoires de leur duo de prédilection Tomáš Berdych et Radek Štěpánek, respectivement 7e et 30e mondiaux, face à des joueurs classés tous au-delà de la 40e place.
À domicile elle aussi, la Serbie écarte la Suède dont l'absence de Robin Söderling, victime d'une mononucléose, projette Michael Ryderstedt leader malgré son 348e rang au classement. Même sans Novak Djokovic, forfait en raison d'un « programme surchargé », le capitaine Bogdan Obradović peut encore s'appuyer sur Janko Tipsarević et Viktor Troicki (9e et 22e en simple), ainsi que sur Nenad Zimonjić (6e en double). Malgré une défaite surprise contre la paire scandinave Johan Brunström - Robert Lindstedt (ce dernier émargeant tout de même au 10e rang de la spécialité), les Serbes s'imposent à l'issue du quatrième match, contraignant leur adversaire à un barrage en septembre, qu'ils perdront largement (5-0) en Belgique. Même punition pour le Japon, qui cède devant son public face aux Croates au terme d'un match accroché (2-3). Le géant adverse Ivo Karlović (43e au classement) remporte ses deux matches contre Kei Nishikori (20e) et Go Soeda (90e), mais Ivan Dodig (55e) perd les siens contre les deux mêmes. Ensemble, ils parviennent toutefois à arracher le double contre les inexpérimentés Tatsuma Ito et Yuichi Sugita, offrant le point nécessaire à la victoire de leur équipe. Comme les Suédois, les Nippons seront relégués hors du Groupe Mondial à l'automne, après une défaite à domicile en barrage contre Israël. Enfin l'Argentine, finaliste de l'édition précédente, s'impose sans peine en Allemagne, ne laissant à son adversaire que le point du dernier match sans enjeu. Malgré l'absence de Juan Martín del Potro, qui a décidé de faire une croix sur le premier tour, les Sud-Américains Juan Mónaco (23e) et David Nalbandian (84e mais qui avait atteint la 3e place en 2006), très à l'aise sur terre battue, écartent Philipp Petzschner et Florian Mayer (56e et 21e), avant que le double argentin ne scelle la rencontre à l'issue d'un duel serré.

### Quarts de finale
Les quarts de finale se déroulent du 6 au 8 avril. C'est la première fois qu'ils se jouent tous les quatre sur terre battue (trois en extérieur et un en salle).
La première rencontre voit l'Espagne inviter l'Autriche. Si elle doit toujours compter sans Rafael Nadal, elle profite en revanche du retour de David Ferrer, qui n'a jamais perdu en 13 matches de Coupe Davis, pour venir prêter main-forte à Nicolás Almagro. Avec deux top 15 dans ses rangs, l'équipe ibérique est trop forte pour son adversaire. Jürgen Melzer et Andreas Haider-Maurer perdent leurs trois simples, et malgré la victoire d'Oliver Marach et Alexander Peya en double, les Autrichiens quittent logiquement la compétition. C'est le 22e succès consécutif des espagnols, qui restent invaincus sur leur sol depuis l'édition 1999 du tournoi.
Toujours articulée autour de ses deux piliers, la Tchéquie accueille quant à elle la Serbie. Tomáš Berdych débute par une victoire facile sur Viktor Troicki, mais Janko Tipsarević, toujours leader en l'absence de Novak Djokovic, arrache l'égalité face à Radek Štěpánek, au terme d'un match très disputé de 5 sets et 5h07 de jeu. Le duo tchèque reprend l'avantage lors du double, remporté assez facilement malgré la présence en face de Nenad Zimonjić (6e mondial), puis c'est Berdych qui donne la victoire à son équipe en écartant le meneur serbe, juste derrière lui au classement, en trois tie-breaks indécis et 3h45.

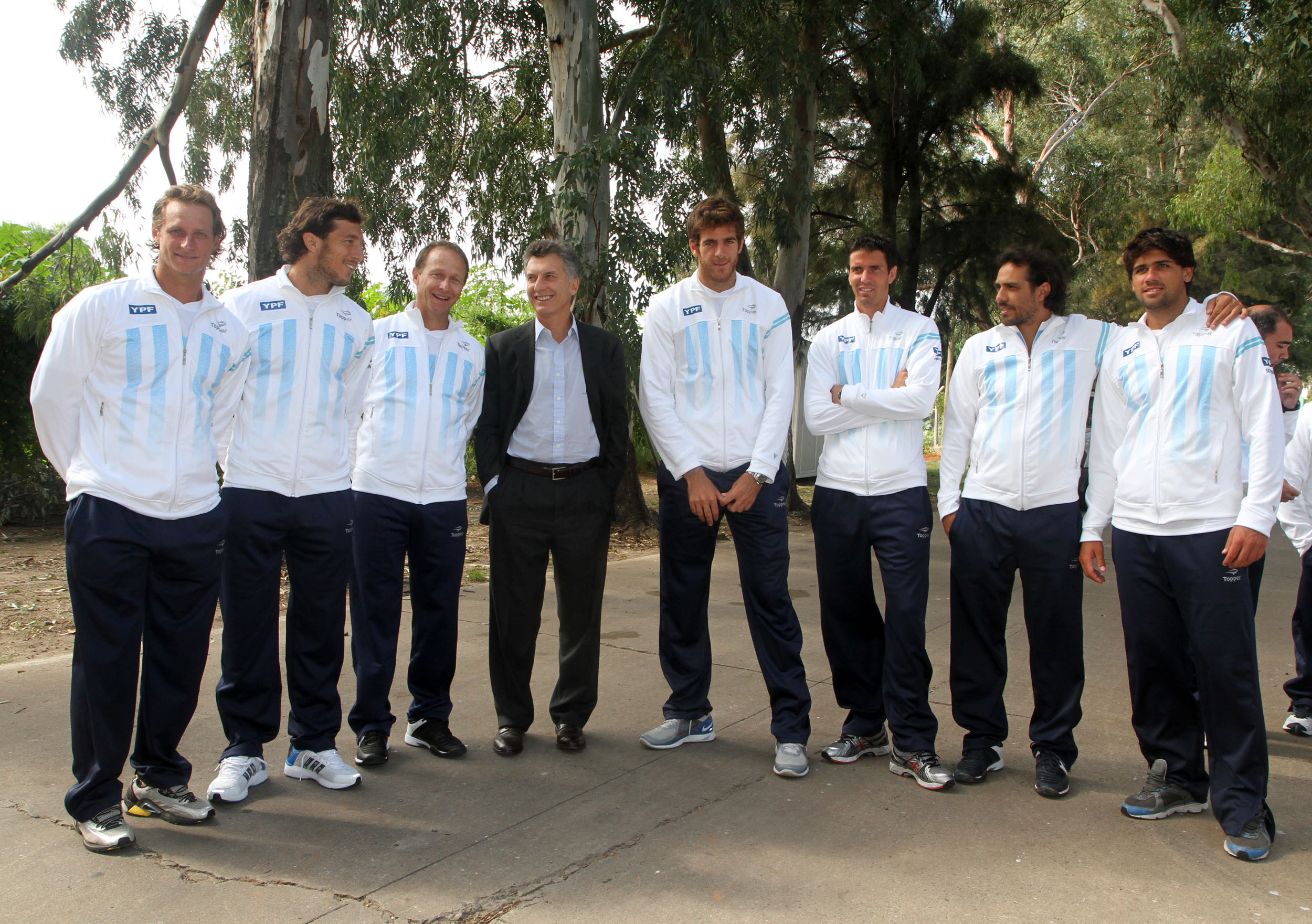
L'équipe argentine à Buenos Aires avec le maire Mauricio Macri, avant d'affronter la Croatie.

De son côté la France reçoit les États-Unis, pour une revanche du quart perdu à Winston-Salem en 2008. Guy Forget nomme la même équipe qu'au tour précédent, mais là encore Gaël Monfils est contraint de renoncer, en raison cette fois d'une blessure au flanc gauche. Appelé pour le remplacer, Gilles Simon (13e mondial) perd son match face à John Isner (11e), après que Jo-Wilfried Tsonga (6e) a ouvert le score contre Ryan Harrison, jeune joueur de 19 ans invité à une première sélection par le capitaine américain Jim Courier pour pallier le forfait de Mardy Fish, victime de problèmes cardiaques,. Le double du lendemain n'offre pas de miracle, et les frères Bryan, dans un très bon jour, enregistrent leur 19e victoire en Coupe Davis, en disposant sans problème de la pourtant efficace paire française Michaël Llodra - Julien Benneteau. Le troisième simple est fatal aux tricolores : en quatre sets accrochés, Isner inflige à Tsonga sa seulement seconde défaite dans un match à enjeu de Coupe Davis, et offre ainsi à son pays sa quatrième victoire à l'extérieur d'affilée, qui lui donne droit d'affronter l'Espagne en demi-finales. Forget quitte son capitanat et laisse bientôt les rênes à Arnaud Clément, élu dès la fin juin.
Dans la dernière rencontre enfin, les finalistes argentins s'imposent à domicile face à la Croatie. Marin Čilić décroche d'abord contre David Nalbandian sa première victoire en cinq confrontations, après tout de même un rude combat de 5h10,. Mais Juan Martín del Potro parvient à égaliser, maîtrisant le service d'Ivo Karlović alors qu'il doit faire face à une crise de nausées et des maux d'estomac. Les deux Croates, associés pour le double, perdent ensuite contre Nalbandian et Eduardo Schwank, à l'issue d'un match à nouveau très serré (4h59 cette fois). Puis c'est au tour de Del Potro d'amener le point final après trois sets secs infligés à Cilic, ce dernier apparaissant émoussé par plus de dix heures passées sur le court lors des deux premiers jours.

### Demi-finales
Les demi-finales ont lieu du 14 au 16 septembre et se jouent toutes deux sur terre battue à l'extérieur. Dans la première, l'Espagne l'emporte sur les États-Unis par 4 victoires (la dernière sans enjeu) à 1. Toujours privée de Rafael Nadal, maintenant blessé aux genoux, l'équipe d'Àlex Corretja revient dans sa configuration des quarts, avec David Ferrer et Nicolás Almagro en leaders des simples. Le premier s'impose contre Sam Querrey, appelé pour remplacer un Mardy Fish toujours convalescent, dans un match plus disputé que le score le laisse voir. Le no 2 ibérique gagne à son tour la bataille l'opposant à John Isner, qui chute en cinq sets accrochés, non sans avoir écarté trois balles de match. En double, les frères Bryan, no 1 de la discipline, se chargent d'ouvrir le score américain en battant non sans mal un duo grimpé à la 5e place mondiale : Marc López, 8e, et Marcel Granollers, 13e mais qui confiera une blessure au mollet gauche. Mais Ferrer renvoie les tenants du titre en finale (leur quatrième en cinq ans) en disposant d'Isner, moins tranchant et plus imprécis que durant la précédente rencontre contre la France.
Dans la seconde demi-finale, la Tchéquie se déplace en Argentine. Misant toujours sur ses deux piliers, Jaroslav Navrátil envoie d'abord Radek Štěpánek en découdre avec Juan Martín del Potro. Longtemps incertain en raison d'une alerte au poignet gauche (qui le contraindra à renoncer à la suite de la rencontre), le leader sud-américain s'impose pourtant rapidement, en trois petits sets. Après trois autres dans le deuxième match, où Tomáš Berdych se retrouve mené 2 à 1 contre le nouvellement 11e mondial Juan Mónaco, les hommes du capitaine Martín Jaite veulent y croire, mais le meneur tchèque finit par reprendre le dessus dans les deux dernières manches, face à un adversaire qui paraît de plus en plus fatigué. Del Potro désormais sur le banc, la suite se déroule sans encombre pour les Tchèques, avec d'abord une victoire expéditive en double comme Eduardo Schwank et Carlos Berlocq (David Nalbandian, blessé aux côtes, ne pouvant jouer), puis la défaite aussi nette de ce dernier contre l'inamovible Berdych. L'Argentine subit ainsi son premier revers sur terre battue depuis 14 ans, tandis que son adversaire du jour gagne une revanche contre l'Espagne, qui l'avait privé du trophée 2009 à l'issue d'une finale à sens unique (5-0).

### Finale

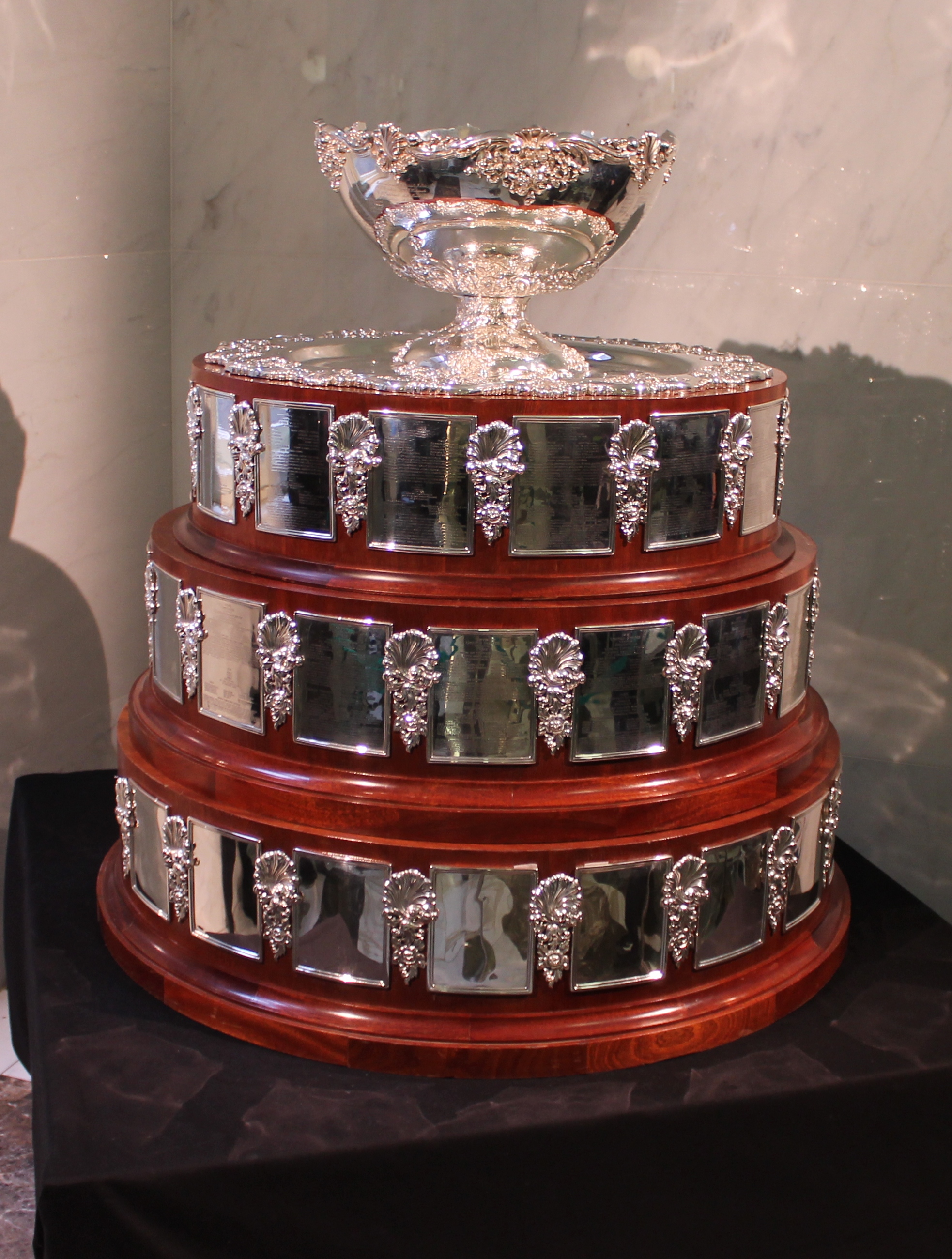
Le Saladier d'Argent remporté par les Tchèques.

En finale, du 16 au 18 novembre, l'Espagne se rend en Tchéquie pour tenter de conserver son titre. L'hôte choisit d'habiller le traditionnel O2 Arena, à Prague (où s'était également joué la Fed Cup, faisant d'elle la première capitale à accueillir les finales des deux tournois depuis 60 ans), d'une surface rapide appelée « Novacrylic Ultracushion System » pour moins favoriser son invité, qu'il n'a plus battu depuis 1971, à l'époque en tant que Tchécoslovaquie.
Dans le premier match, qui se joue entre les trentenaires David Ferrer et Radek Štěpánek, c'est le premier, toujours 5e mondial, qui s'en tire le mieux. Mais Tomáš Berdych (6e) s'arrache pour écarter un très bon Nicolás Almagro (11e) au terme d'un match éreintant de près de 4h et cinq sets tendus, qui se terminera juste avant minuit. À l'approche du double, le capitaine tchèque Jaroslav Navrátil annonce d'abord une paire composée d'Ivo Minář et Lukáš Rosol pour laisser ses deux meneurs au repos, mais c'est bien eux qu'on retrouve finalement face aux indéfectibles Marcel Granollers et Marc López. Après un début compliqué, les Tchèques parviennent à une 12e victoires en 13 matches, vengeant leur seule défaite, déjà contre les espagnols, en finale de l'édition 2009.
Mais cette victoire entame Berdych, usé par plus de sept heures sur le court, et qui apparaît très passif contre Ferrer dans le troisième simple. Il chute en trois sets sans jamais avoir donné l'impression de pouvoir redresser la barre. Le trophée se joue donc au cinquième match, qui oppose Štěpánek à Almagro. Le premier profite de la moindre efficacité, notamment en revers, de son adversaire pour l'emporter à l'issue de 4 sets accrochés et 3h71 de jeu. À 34 ans, il devient le joueur le plus âgé à offrir le point décisif à son équipe en finale de la Coupe Davis, tandis que pour son pays, cette première victoire en 32 ans en fait le premier vainqueur d'à la fois la Fed Cup et la Coupe Davis la même année.

## Résultats

### Groupe mondial
Les nations vaincues au 1er tour jouent leur maintien pour le groupe mondial lors du tour de barrage. Les autres sont directement qualifiées pour le groupe mondial 2013.

#### Tableau
Les nations numérotées sont les têtes de série, selon le classement de la fédération internationale de tennis au 19 septembre 2011.
|  | Huitièmes de finale 10 - 12 février    | Huitièmes de finale 10 - 12 février               |              |   | Quarts de finale 6 - 8 avril                 | Quarts de finale 6 - 8 avril                 |  |  | Demi-finales 14 - 16 septembre     | Demi-finales 14 - 16 septembre     |  |  | Finale 16 - 18 novembre     | Finale 16 - 18 novembre     |
|  | Huitièmes de finale 10 - 12 février    | Huitièmes de finale 10 - 12 février               |              |   | Quarts de finale 6 - 8 avril                 | Quarts de finale 6 - 8 avril                 |  |  | Demi-finales 14 - 16 septembre     | Demi-finales 14 - 16 septembre     |  |  | Finale 16 - 18 novembre     | Finale 16 - 18 novembre     |
|  |                                        |                                                   |              |   |                                              |                                              |  |  |                                    |                                    |  |  |                             |                             |
|  | Oviedo, Espagne* (terre battue int.)   | Oviedo, Espagne* (terre battue int.)              |              |   | Oropesa del Mar, Espagne (terre battue ext.) | Oropesa del Mar, Espagne (terre battue ext.) |  |  | Gijón, Espagne (terre battue ext.) | Gijón, Espagne (terre battue ext.) |  |  | Prague, Tchéquie (dur int.) | Prague, Tchéquie (dur int.) |
|  | Oviedo, Espagne* (terre battue int.)   | Oviedo, Espagne* (terre battue int.)              |              |   | Oropesa del Mar, Espagne (terre battue ext.) | Oropesa del Mar, Espagne (terre battue ext.) |  |  | Gijón, Espagne (terre battue ext.) | Gijón, Espagne (terre battue ext.) |  |  | Prague, Tchéquie (dur int.) | Prague, Tchéquie (dur int.) |
|  | Espagne (1)                            | 5                                                 |              |   | Oropesa del Mar, Espagne (terre battue ext.) | Oropesa del Mar, Espagne (terre battue ext.) |  |  | Gijón, Espagne (terre battue ext.) | Gijón, Espagne (terre battue ext.) |  |  | Prague, Tchéquie (dur int.) | Prague, Tchéquie (dur int.) |
|  | Espagne (1)                            | 5                                                 |              |   | Oropesa del Mar, Espagne (terre battue ext.) | Oropesa del Mar, Espagne (terre battue ext.) |  |  | Gijón, Espagne (terre battue ext.) | Gijón, Espagne (terre battue ext.) |  |  | Prague, Tchéquie (dur int.) | Prague, Tchéquie (dur int.) |
|  | Kazakhstan                             | 0                                                 |              |   | Oropesa del Mar, Espagne (terre battue ext.) | Oropesa del Mar, Espagne (terre battue ext.) |  |  | Gijón, Espagne (terre battue ext.) | Gijón, Espagne (terre battue ext.) |  |  | Prague, Tchéquie (dur int.) | Prague, Tchéquie (dur int.) |
|  | Kazakhstan                             | 0                                                 | Espagne (1)  | 4 |                                              |                                              |  |  | Gijón, Espagne (terre battue ext.) | Gijón, Espagne (terre battue ext.) |  |  | Prague, Tchéquie (dur int.) | Prague, Tchéquie (dur int.) |
|  | Wiener Neustadt, Autriche (dur int.)   |                                                   | Espagne (1)  | 4 |                                              |                                              |  |  | Gijón, Espagne (terre battue ext.) | Gijón, Espagne (terre battue ext.) |  |  | Prague, Tchéquie (dur int.) | Prague, Tchéquie (dur int.) |
|  |                                        | Autriche                                          | 1            |   |                                              |                                              |  |  | Gijón, Espagne (terre battue ext.) | Gijón, Espagne (terre battue ext.) |  |  | Prague, Tchéquie (dur int.) | Prague, Tchéquie (dur int.) |
|  | Russie (8)                             | Autriche                                          | 1            | 2 |                                              |                                              |  |  | Gijón, Espagne (terre battue ext.) | Gijón, Espagne (terre battue ext.) |  |  | Prague, Tchéquie (dur int.) | Prague, Tchéquie (dur int.) |
|  | Russie (8)                             | Roquebrune-Cap-Martin, France (terre battue ext.) |              | 2 |                                              |                                              |  |  | Gijón, Espagne (terre battue ext.) | Gijón, Espagne (terre battue ext.) |  |  | Prague, Tchéquie (dur int.) | Prague, Tchéquie (dur int.) |
|  | Autriche                               | 3                                                 |              |   |                                              |                                              |  |  | Gijón, Espagne (terre battue ext.) | Gijón, Espagne (terre battue ext.) |  |  | Prague, Tchéquie (dur int.) | Prague, Tchéquie (dur int.) |
|  | Autriche                               | 3                                                 | Espagne (1)  | 3 |                                              |                                              |  |  |                                    |                                    |  |  | Prague, Tchéquie (dur int.) | Prague, Tchéquie (dur int.) |
|  | Vancouver, Canada** (dur int.)         |                                                   | Espagne (1)  | 3 |                                              |                                              |  |  |                                    |                                    |  |  | Prague, Tchéquie (dur int.) | Prague, Tchéquie (dur int.) |
|  |                                        | États-Unis (6)                                    | 1            |   |                                              |                                              |  |  |                                    |                                    |  |  | Prague, Tchéquie (dur int.) | Prague, Tchéquie (dur int.) |
|  | France (4)                             | États-Unis (6)                                    | 1            | 4 |                                              |                                              |  |  |                                    |                                    |  |  | Prague, Tchéquie (dur int.) | Prague, Tchéquie (dur int.) |
|  | France (4)                             | Buenos Aires, Argentine (terre battue ext.)       |              | 4 |                                              |                                              |  |  |                                    |                                    |  |  | Prague, Tchéquie (dur int.) | Prague, Tchéquie (dur int.) |
|  | Canada                                 | 1                                                 |              |   |                                              |                                              |  |  |                                    |                                    |  |  | Prague, Tchéquie (dur int.) | Prague, Tchéquie (dur int.) |
|  | Canada                                 | 1                                                 | France (4)   | 2 |                                              |                                              |  |  |                                    |                                    |  |  | Prague, Tchéquie (dur int.) | Prague, Tchéquie (dur int.) |
|  | Fribourg, Suisse (terre battue int.)   |                                                   | France (4)   | 2 |                                              |                                              |  |  |                                    |                                    |  |  | Prague, Tchéquie (dur int.) | Prague, Tchéquie (dur int.) |
|  |                                        | États-Unis (6)                                    | 3            |   |                                              |                                              |  |  |                                    |                                    |  |  | Prague, Tchéquie (dur int.) | Prague, Tchéquie (dur int.) |
|  | États-Unis (6)                         | États-Unis (6)                                    | 3            | 5 |                                              |                                              |  |  |                                    |                                    |  |  | Prague, Tchéquie (dur int.) | Prague, Tchéquie (dur int.) |
|  | États-Unis (6)                         | Prague, Tchéquie (terre battue int.)              |              | 5 |                                              |                                              |  |  |                                    |                                    |  |  | Prague, Tchéquie (dur int.) | Prague, Tchéquie (dur int.) |
|  | Suisse                                 | 0                                                 |              |   |                                              |                                              |  |  |                                    |                                    |  |  | Prague, Tchéquie (dur int.) | Prague, Tchéquie (dur int.) |
|  | Suisse                                 | 0                                                 | Espagne (1)  | 2 |                                              |                                              |  |  |                                    |                                    |  |  |                             |                             |
|  | Ostrava, Tchéquie (dur int.)           |                                                   | Espagne (1)  | 2 |                                              |                                              |  |  |                                    |                                    |  |  |                             |                             |
|  |                                        | Tchéquie (5)                                      | 3            |   |                                              |                                              |  |  |                                    |                                    |  |  |                             |                             |
|  | Italie                                 | Tchéquie (5)                                      | 3            | 1 |                                              |                                              |  |  |                                    |                                    |  |  |                             |                             |
|  | Italie                                 |                                                   |              | 1 |                                              |                                              |  |  |                                    |                                    |  |  |                             |                             |
|  | Tchéquie (5)                           | 4                                                 |              |   |                                              |                                              |  |  |                                    |                                    |  |  |                             |                             |
|  | Tchéquie (5)                           | 4                                                 | Tchéquie (5) | 4 |                                              |                                              |  |  |                                    |                                    |  |  |                             |                             |
|  | Niš, Serbie (dur int.)                 |                                                   | Tchéquie (5) | 4 |                                              |                                              |  |  |                                    |                                    |  |  |                             |                             |
|  |                                        | Serbie (3)                                        | 1            |   |                                              |                                              |  |  |                                    |                                    |  |  |                             |                             |
|  | Suède                                  | Serbie (3)                                        | 1            | 1 |                                              |                                              |  |  |                                    |                                    |  |  |                             |                             |
|  | Suède                                  | Buenos Aires, Argentine (terre battue ext.)       |              | 1 |                                              |                                              |  |  |                                    |                                    |  |  |                             |                             |
|  | Serbie (3)                             | 4                                                 |              |   |                                              |                                              |  |  |                                    |                                    |  |  |                             |                             |
|  | Serbie (3)                             | 4                                                 | Tchéquie (5) | 3 |                                              |                                              |  |  |                                    |                                    |  |  |                             |                             |
|  | Hyōgo, Japon* (dur int.)               |                                                   | Tchéquie (5) | 3 |                                              |                                              |  |  |                                    |                                    |  |  |                             |                             |
|  |                                        | Argentine (2)                                     | 2            |   |                                              |                                              |  |  |                                    |                                    |  |  |                             |                             |
|  | Japon                                  | Argentine (2)                                     | 2            | 2 |                                              |                                              |  |  |                                    |                                    |  |  |                             |                             |
|  | Japon                                  |                                                   |              | 2 |                                              |                                              |  |  |                                    |                                    |  |  |                             |                             |
|  | Croatie (7)                            | 3                                                 |              |   |                                              |                                              |  |  |                                    |                                    |  |  |                             |                             |
|  | Croatie (7)                            | 3                                                 | Croatie (7)  | 1 |                                              |                                              |  |  |                                    |                                    |  |  |                             |                             |
|  | Bamberg, Allemagne (terre battue int.) |                                                   | Croatie (7)  | 1 |                                              |                                              |  |  |                                    |                                    |  |  |                             |                             |
|  |                                        | Argentine (2)                                     | 4            |   |                                              |                                              |  |  |                                    |                                    |  |  |                             |                             |
|  | Allemagne                              | Argentine (2)                                     | 4            | 1 |                                              |                                              |  |  |                                    |                                    |  |  |                             |                             |
|  | Allemagne                              |                                                   |              | 1 |                                              |                                              |  |  |                                    |                                    |  |  |                             |                             |
|  | Argentine (2)                          | 4                                                 |              |   |                                              |                                              |  |  |                                    |                                    |  |  |                             |                             |
|  | Argentine (2)                          | 4                                                 |              |   |                                              |                                              |  |  |                                    |                                    |  |  |                             |                             |

* les équipes qui se rencontrent pour la 1re fois dans l'histoire de la compétition tirent au sort la nation qui reçoit.
** Bien que la France et le Canada se soient rencontrés en 1966, un tirage au sort détermine la nation qui reçoit.

#### Matchs détaillés

##### Huitièmes de finale
| | Espagne | 5                              | - | 0  | Kazakhstan |   |   |
| --- | ------- | ------------------------------ | - | -- | ---------- | - | - |
| Palacio Municipal de los Deportes, Oviedo, Espagne |         |                                |   |    |            |   |   |
| du 10 au 12 février 2012 sur terre battue (int.) |         |                                |   |    |            |   |   |
| \| 1 \| \| Juan Carlos Ferrero \| 6 \| 4 \| 7 \| 4 \| 6 \| \| 1 \| \| Mikhail Kukushkin \| 1 \| 6 \| 6 \| 6 \| 4 \| \| 2 \| \| Nicolás Almagro \| 6 \| 4 \| 6 \| 6 \| \| \| 2 \| \| Andrey Golubev \| 3 \| 6 \| 1 \| 1 \| \| \| 3 \| \| Marcel Granollers - Marc López \| 6 \| 6 \| 6 \| \| \| \| 3 \| \| Evgeny Korolev - Yuri Schukin \| 2 \| 3 \| 1 \| \| \| \| \| \| \| \| \| \| \| \| \| 4 \| \| Nicolás Almagro \| 6 \| 6 \| \| \| \| \| 4 \| \| Evgeny Korolev \| 3 \| 4 \| \| \| \| \| \| \| \| \| \| \| \| \| \| 5 \| \| Marcel Granollers \| 6 \| 62 \| 6 \| \| \| \| 5 \| \| Andrey Golubev \| 3 \| 7 \| 3 \| \| \| \| \| \| \| \| \| \| \| \| |         |                                |   |    |            |   |   |
| 1 |         | Juan Carlos Ferrero            | 6 | 4  | 7          | 4 | 6 |
| 1 |         | Mikhail Kukushkin              | 1 | 6  | 6          | 6 | 4 |
| 2 |         | Nicolás Almagro                | 6 | 4  | 6          | 6 |   |
| 2 |         | Andrey Golubev                 | 3 | 6  | 1          | 1 |   |
| 3 |         | Marcel Granollers - Marc López | 6 | 6  | 6          |   |   |
| 3 |         | Evgeny Korolev - Yuri Schukin  | 2 | 3  | 1          |   |   |
| |         |                                |   |    |            |   |   |
| 4 |         | Nicolás Almagro                | 6 | 6  |            |   |   |
| 4 |         | Evgeny Korolev                 | 3 | 4  |            |   |   |
| |         |                                |   |    |            |   |   |
| 5 |         | Marcel Granollers              | 6 | 62 | 6          |   |   |
| 5 |         | Andrey Golubev                 | 3 | 7  | 3          |   |   |
| |         |                                |   |    |            |   |   |

| 1 |  | Juan Carlos Ferrero            | 6 | 4  | 7 | 4 | 6 |
| 1 |  | Mikhail Kukushkin              | 1 | 6  | 6 | 6 | 4 |
| 2 |  | Nicolás Almagro                | 6 | 4  | 6 | 6 |   |
| 2 |  | Andrey Golubev                 | 3 | 6  | 1 | 1 |   |
| 3 |  | Marcel Granollers - Marc López | 6 | 6  | 6 |   |   |
| 3 |  | Evgeny Korolev - Yuri Schukin  | 2 | 3  | 1 |   |   |
|   |  |                                |   |    |   |   |   |
| 4 |  | Nicolás Almagro                | 6 | 6  |   |   |   |
| 4 |  | Evgeny Korolev                 | 3 | 4  |   |   |   |
|   |  |                                |   |    |   |   |   |
| 5 |  | Marcel Granollers              | 6 | 62 | 6 |   |   |
| 5 |  | Andrey Golubev                 | 3 | 7  | 3 |   |   |
|   |  |                                |   |    |   |   |   |

| | Autriche | 3                              | -  | 2  | Russie |   |   |
| --- | -------- | ------------------------------ | -- | -- | ------ | - | - |
| Arena Nova, Wiener Neustadt, Autriche |          |                                |    |    |        |   |   |
| du 10 au 12 février 2012 sur dur (int.) |          |                                |    |    |        |   |   |
| \| 1 \| \| Jürgen Melzer \| 6 \| 60 \| 6 \| 3 \| 6 \| \| 1 \| \| Igor Kunitsyn \| 2 \| 7 \| 4 \| 6 \| 1 \| \| 2 \| \| Andreas Haider-Maurer \| 6 \| 6 \| 61 \| 6 \| \| \| 2 \| \| Alex Bogomolov \| 1 \| 4 \| 7 \| 2 \| \| \| 3 \| \| Oliver Marach - Alexander Peya \| 61 \| 7 \| 5 \| 6 \| 4 \| \| 3 \| \| N. Davydenko - M. Youzhny \| 7 \| 67 \| 7 \| 3 \| 6 \| \| \| \| \| \| \| \| \| \| \| 4 \| \| Jürgen Melzer \| 6 \| 6 \| 6 \| \| \| \| 4 \| \| Alex Bogomolov \| 4 \| 2 \| 1 \| \| \| \| \| \| \| \| \| \| \| \| \| 5 \| \| Andreas Haider-Maurer \| 4 \| 6 \| 64 \| \| \| \| 5 \| \| Igor Kunitsyn \| 6 \| 4 \| 7 \| \| \| \| \| \| \| \| \| \| \| \| |          |                                |    |    |        |   |   |
| 1 |          | Jürgen Melzer                  | 6  | 60 | 6      | 3 | 6 |
| 1 |          | Igor Kunitsyn                  | 2  | 7  | 4      | 6 | 1 |
| 2 |          | Andreas Haider-Maurer          | 6  | 6  | 61     | 6 |   |
| 2 |          | Alex Bogomolov                 | 1  | 4  | 7      | 2 |   |
| 3 |          | Oliver Marach - Alexander Peya | 61 | 7  | 5      | 6 | 4 |
| 3 |          | N. Davydenko - M. Youzhny      | 7  | 67 | 7      | 3 | 6 |
| |          |                                |    |    |        |   |   |
| 4 |          | Jürgen Melzer                  | 6  | 6  | 6      |   |   |
| 4 |          | Alex Bogomolov                 | 4  | 2  | 1      |   |   |
| |          |                                |    |    |        |   |   |
| 5 |          | Andreas Haider-Maurer          | 4  | 6  | 64     |   |   |
| 5 |          | Igor Kunitsyn                  | 6  | 4  | 7      |   |   |
| |          |                                |    |    |        |   |   |

| 1 |  | Jürgen Melzer                  | 6  | 60 | 6  | 3 | 6 |
| 1 |  | Igor Kunitsyn                  | 2  | 7  | 4  | 6 | 1 |
| 2 |  | Andreas Haider-Maurer          | 6  | 6  | 61 | 6 |   |
| 2 |  | Alex Bogomolov                 | 1  | 4  | 7  | 2 |   |
| 3 |  | Oliver Marach - Alexander Peya | 61 | 7  | 5  | 6 | 4 |
| 3 |  | N. Davydenko - M. Youzhny      | 7  | 67 | 7  | 3 | 6 |
|   |  |                                |    |    |    |   |   |
| 4 |  | Jürgen Melzer                  | 6  | 6  | 6  |   |   |
| 4 |  | Alex Bogomolov                 | 4  | 2  | 1  |   |   |
|   |  |                                |    |    |    |   |   |
| 5 |  | Andreas Haider-Maurer          | 4  | 6  | 64 |   |   |
| 5 |  | Igor Kunitsyn                  | 6  | 4  | 7  |   |   |
|   |  |                                |    |    |    |   |   |

| | Canada | 1                            | -  | 4  | France |  |  |
| --- | ------ | ---------------------------- | -- | -- | ------ |  |  |
| Thunderbird Sports Centre, Vancouver, Canada |        |                              |    |    |        |  |  |
| du 10 au 12 février 2012 sur dur (int.) |        |                              |    |    |        |  |  |
| \| 1 \| \| Vasek Pospisil \| 1 \| 3 \| 3 \| \| \| \| 1 \| \| Jo-Wilfried Tsonga \| 6 \| 6 \| 6 \| \| \| \| 2 \| \| Milos Raonic \| 6 \| 6 \| 7 \| \| \| \| 2 \| \| Julien Benneteau \| 2 \| 4 \| 5 \| \| \| \| 3 \| \| Daniel Nestor - Milos Raonic \| 61 \| 62 \| 3 \| \| \| \| 3 \| \| J. Benneteau - M. Llodra \| 7 \| 7 \| 6 \| \| \| \| \| \| \| \| \| \| \| \| \| 4 \| \| Frank Dancevic \| 4 \| 4 \| 1 \| \| \| \| 4 \| \| Jo-Wilfried Tsonga \| 6 \| 6 \| 6 \| \| \| \| \| \| \| \| \| \| \| \| \| 5 \| \| Vasek Pospisil \| 4 \| 4 \| \| \| \| \| 5 \| \| Gaël Monfils \| 6 \| 6 \| \| \| \| \| \| \| \| \| \| \| \| \| |        |                              |    |    |        |  |  |
| 1 |        | Vasek Pospisil               | 1  | 3  | 3      |  |  |
| 1 |        | Jo-Wilfried Tsonga           | 6  | 6  | 6      |  |  |
| 2 |        | Milos Raonic                 | 6  | 6  | 7      |  |  |
| 2 |        | Julien Benneteau             | 2  | 4  | 5      |  |  |
| 3 |        | Daniel Nestor - Milos Raonic | 61 | 62 | 3      |  |  |
| 3 |        | J. Benneteau - M. Llodra     | 7  | 7  | 6      |  |  |
| |        |                              |    |    |        |  |  |
| 4 |        | Frank Dancevic               | 4  | 4  | 1      |  |  |
| 4 |        | Jo-Wilfried Tsonga           | 6  | 6  | 6      |  |  |
| |        |                              |    |    |        |  |  |
| 5 |        | Vasek Pospisil               | 4  | 4  |        |  |  |
| 5 |        | Gaël Monfils                 | 6  | 6  |        |  |  |
| |        |                              |    |    |        |  |  |

| 1 |  | Vasek Pospisil               | 1  | 3  | 3 |  |  |
| 1 |  | Jo-Wilfried Tsonga           | 6  | 6  | 6 |  |  |
| 2 |  | Milos Raonic                 | 6  | 6  | 7 |  |  |
| 2 |  | Julien Benneteau             | 2  | 4  | 5 |  |  |
| 3 |  | Daniel Nestor - Milos Raonic | 61 | 62 | 3 |  |  |
| 3 |  | J. Benneteau - M. Llodra     | 7  | 7  | 6 |  |  |
|   |  |                              |    |    |   |  |  |
| 4 |  | Frank Dancevic               | 4  | 4  | 1 |  |  |
| 4 |  | Jo-Wilfried Tsonga           | 6  | 6  | 6 |  |  |
|   |  |                              |    |    |   |  |  |
| 5 |  | Vasek Pospisil               | 4  | 4  |   |  |  |
| 5 |  | Gaël Monfils                 | 6  | 6  |   |  |  |
|   |  |                              |    |    |   |  |  |

| | Suisse | 0                        | -  | 5  | États-Unis |   |   |
| --- | ------ | ------------------------ | -- | -- | ---------- | - | - |
| Forum Fribourg, Fribourg, Suisse |        |                          |    |    |            |   |   |
| du 10 au 12 février 2012 sur terre battue (int.) |        |                          |    |    |            |   |   |
| \| 1 \| \| Stanislas Wawrinka \| 2 \| 6 \| 6 \| 1 \| 7 \| \| 1 \| \| Mardy Fish \| 6 \| 4 \| 4 \| 6 \| 9 \| \| 2 \| \| Roger Federer \| 6 \| 3 \| 64 \| 2 \| \| \| 2 \| \| John Isner \| 4 \| 6 \| 7 \| 6 \| \| \| 3 \| \| R. Federer - S. Wawrinka \| 6 \| 3 \| 3 \| 3 \| \| \| 3 \| \| Mike Bryan - Mardy Fish \| 4 \| 6 \| 6 \| 6 \| \| \| \| \| \| \| \| \| \| \| \| 4 \| \| Michael Lammer \| 60 \| 64 \| \| \| \| \| 4 \| \| Ryan Harrison \| 7 \| 7 \| \| \| \| \| \| \| \| \| \| \| \| \| \| 5 \| \| Marco Chiudinelli \| 3 \| 4 \| \| \| \| \| 5 \| \| John Isner \| 6 \| 6 \| \| \| \| \| \| \| \| \| \| \| \| \| |        |                          |    |    |            |   |   |
| 1 |        | Stanislas Wawrinka       | 2  | 6  | 6          | 1 | 7 |
| 1 |        | Mardy Fish               | 6  | 4  | 4          | 6 | 9 |
| 2 |        | Roger Federer            | 6  | 3  | 64         | 2 |   |
| 2 |        | John Isner               | 4  | 6  | 7          | 6 |   |
| 3 |        | R. Federer - S. Wawrinka | 6  | 3  | 3          | 3 |   |
| 3 |        | Mike Bryan - Mardy Fish  | 4  | 6  | 6          | 6 |   |
| |        |                          |    |    |            |   |   |
| 4 |        | Michael Lammer           | 60 | 64 |            |   |   |
| 4 |        | Ryan Harrison            | 7  | 7  |            |   |   |
| |        |                          |    |    |            |   |   |
| 5 |        | Marco Chiudinelli        | 3  | 4  |            |   |   |
| 5 |        | John Isner               | 6  | 6  |            |   |   |
| |        |                          |    |    |            |   |   |

| 1 |  | Stanislas Wawrinka       | 2  | 6  | 6  | 1 | 7 |
| 1 |  | Mardy Fish               | 6  | 4  | 4  | 6 | 9 |
| 2 |  | Roger Federer            | 6  | 3  | 64 | 2 |   |
| 2 |  | John Isner               | 4  | 6  | 7  | 6 |   |
| 3 |  | R. Federer - S. Wawrinka | 6  | 3  | 3  | 3 |   |
| 3 |  | Mike Bryan - Mardy Fish  | 4  | 6  | 6  | 6 |   |
|   |  |                          |    |    |    |   |   |
| 4 |  | Michael Lammer           | 60 | 64 |    |   |   |
| 4 |  | Ryan Harrison            | 7  | 7  |    |   |   |
|   |  |                          |    |    |    |   |   |
| 5 |  | Marco Chiudinelli        | 3  | 4  |    |   |   |
| 5 |  | John Isner               | 6  | 6  |    |   |   |
|   |  |                          |    |    |    |   |   |

| | Tchéquie | 4                                  | - | 1 | Italie |   |   |
| --- | -------- | ---------------------------------- | - | - | ------ | - | - |
| ČEZ Aréna, Ostrava, Tchéquie |          |                                    |   |   |        |   |   |
| du 10 au 12 février 2012 sur dur (int.) |          |                                    |   |   |        |   |   |
| \| 1 \| \| Radek Štěpánek \| 4 \| 6 \| 6 \| 3 \| 6 \| \| 1 \| \| Andreas Seppi \| 6 \| 4 \| 3 \| 6 \| 3 \| \| 2 \| \| Tomáš Berdych \| 6 \| 4 \| 7 \| 6 \| \| \| 2 \| \| Simone Bolelli \| 3 \| 6 \| 5 \| 2 \| \| \| 3 \| \| T. Berdych - R. Štěpánek \| 6 \| 6 \| 6 \| \| \| \| 3 \| \| Daniele Bracciali - Potito Starace \| 3 \| 4 \| 2 \| \| \| \| \| \| \| \| \| \| \| \| \| 4 \| \| Lukáš Rosol \| 4 \| 6 \| 6 \| \| \| \| 4 \| \| Andreas Seppi \| 6 \| 3 \| 4 \| \| \| \| \| \| \| \| \| \| \| \| \| 5 \| \| František Čermák \| 4 \| 4 \| \| \| \| \| 5 \| \| Simone Bolelli \| 6 \| 6 \| \| \| \| \| \| \| \| \| \| \| \| \| |          |                                    |   |   |        |   |   |
| 1 |          | Radek Štěpánek                     | 4 | 6 | 6      | 3 | 6 |
| 1 |          | Andreas Seppi                      | 6 | 4 | 3      | 6 | 3 |
| 2 |          | Tomáš Berdych                      | 6 | 4 | 7      | 6 |   |
| 2 |          | Simone Bolelli                     | 3 | 6 | 5      | 2 |   |
| 3 |          | T. Berdych - R. Štěpánek           | 6 | 6 | 6      |   |   |
| 3 |          | Daniele Bracciali - Potito Starace | 3 | 4 | 2      |   |   |
| |          |                                    |   |   |        |   |   |
| 4 |          | Lukáš Rosol                        | 4 | 6 | 6      |   |   |
| 4 |          | Andreas Seppi                      | 6 | 3 | 4      |   |   |
| |          |                                    |   |   |        |   |   |
| 5 |          | František Čermák                   | 4 | 4 |        |   |   |
| 5 |          | Simone Bolelli                     | 6 | 6 |        |   |   |
| |          |                                    |   |   |        |   |   |

| 1 |  | Radek Štěpánek                     | 4 | 6 | 6 | 3 | 6 |
| 1 |  | Andreas Seppi                      | 6 | 4 | 3 | 6 | 3 |
| 2 |  | Tomáš Berdych                      | 6 | 4 | 7 | 6 |   |
| 2 |  | Simone Bolelli                     | 3 | 6 | 5 | 2 |   |
| 3 |  | T. Berdych - R. Štěpánek           | 6 | 6 | 6 |   |   |
| 3 |  | Daniele Bracciali - Potito Starace | 3 | 4 | 2 |   |   |
|   |  |                                    |   |   |   |   |   |
| 4 |  | Lukáš Rosol                        | 4 | 6 | 6 |   |   |
| 4 |  | Andreas Seppi                      | 6 | 3 | 4 |   |   |
|   |  |                                    |   |   |   |   |   |
| 5 |  | František Čermák                   | 4 | 4 |   |   |   |
| 5 |  | Simone Bolelli                     | 6 | 6 |   |   |   |
|   |  |                                    |   |   |   |   |   |

| | Serbie | 4                                 | - | 1  | Suède |    |    |
| --- | ------ | --------------------------------- | - | -- | ----- | -- | -- |
| Hala Cair, Niš, Serbie |        |                                   |   |    |       |    |    |
| du 10 au 12 février 2012 sur dur (int.) |        |                                   |   |    |       |    |    |
| \| 1 \| \| Janko Tipsarević \| 6 \| 6 \| 6 \| \| \| \| 1 \| \| Filip Prpic \| 3 \| 3 \| 4 \| \| \| \| 2 \| \| Viktor Troicki \| 6 \| 6 \| 5 \| 6 \| \| \| 2 \| \| Michael Ryderstedt \| 4 \| 3 \| 7 \| 3 \| \| \| 3 \| \| Janko Tipsarević - Nenad Zimonjić \| 6 \| 3 \| 64 \| 7 \| 8 \| \| 3 \| \| J. Brunström - R. Lindstedt \| 3 \| 6 \| 7 \| 63 \| 10 \| \| \| \| \| \| \| \| \| \| \| 4 \| \| Janko Tipsarević \| 6 \| 7 \| 7 \| \| \| \| 4 \| \| Michael Ryderstedt \| 2 \| 65 \| 5 \| \| \| \| \| \| \| \| \| \| \| \| \| 5 \| \| Dušan Lajović \| 6 \| 6 \| \| \| \| \| 5 \| \| Filip Prpic \| 4 \| 4 \| \| \| \| \| \| \| \| \| \| \| \| \| |        |                                   |   |    |       |    |    |
| 1 |        | Janko Tipsarević                  | 6 | 6  | 6     |    |    |
| 1 |        | Filip Prpic                       | 3 | 3  | 4     |    |    |
| 2 |        | Viktor Troicki                    | 6 | 6  | 5     | 6  |    |
| 2 |        | Michael Ryderstedt                | 4 | 3  | 7     | 3  |    |
| 3 |        | Janko Tipsarević - Nenad Zimonjić | 6 | 3  | 64    | 7  | 8  |
| 3 |        | J. Brunström - R. Lindstedt       | 3 | 6  | 7     | 63 | 10 |
| |        |                                   |   |    |       |    |    |
| 4 |        | Janko Tipsarević                  | 6 | 7  | 7     |    |    |
| 4 |        | Michael Ryderstedt                | 2 | 65 | 5     |    |    |
| |        |                                   |   |    |       |    |    |
| 5 |        | Dušan Lajović                     | 6 | 6  |       |    |    |
| 5 |        | Filip Prpic                       | 4 | 4  |       |    |    |
| |        |                                   |   |    |       |    |    |

| 1 |  | Janko Tipsarević                  | 6 | 6  | 6  |    |    |
| 1 |  | Filip Prpic                       | 3 | 3  | 4  |    |    |
| 2 |  | Viktor Troicki                    | 6 | 6  | 5  | 6  |    |
| 2 |  | Michael Ryderstedt                | 4 | 3  | 7  | 3  |    |
| 3 |  | Janko Tipsarević - Nenad Zimonjić | 6 | 3  | 64 | 7  | 8  |
| 3 |  | J. Brunström - R. Lindstedt       | 3 | 6  | 7  | 63 | 10 |
|   |  |                                   |   |    |    |    |    |
| 4 |  | Janko Tipsarević                  | 6 | 7  | 7  |    |    |
| 4 |  | Michael Ryderstedt                | 2 | 65 | 5  |    |    |
|   |  |                                   |   |    |    |    |    |
| 5 |  | Dušan Lajović                     | 6 | 6  |    |    |    |
| 5 |  | Filip Prpic                       | 4 | 4  |    |    |    |
|   |  |                                   |   |    |    |    |    |

| | Japon | 2                           | -  | 3  | Croatie |   |   |
| --- | ----- | --------------------------- | -- | -- | ------- | - | - |
| Bourbon Beans Dome, Kōbe, Japon |       |                             |    |    |         |   |   |
| du 10 au 12 février 2012 sur dur (int.) |       |                             |    |    |         |   |   |
| \| 1 \| \| Go Soeda \| 63 \| 3 \| 6 \| 6 \| 7 \| \| 1 \| \| Ivan Dodig \| 7 \| 6 \| 4 \| 3 \| 5 \| \| 2 \| \| Kei Nishikori \| 4 \| 4 \| 3 \| \| \| \| 2 \| \| Ivo Karlović \| 6 \| 6 \| 6 \| \| \| \| 3 \| \| Tatsuma Ito - Yuichi Sugita \| 4 \| 4 \| 6 \| 3 \| \| \| 3 \| \| Ivan Dodig - Ivo Karlović \| 6 \| 6 \| 3 \| 6 \| \| \| \| \| \| \| \| \| \| \| \| 4 \| \| Kei Nishikori \| 7 \| 7 \| 6 \| \| \| \| 4 \| \| Ivan Dodig \| 5 \| 64 \| 3 \| \| \| \| \| \| \| \| \| \| \| \| \| 5 \| \| Go Soeda \| 64 \| 1 \| 4 \| \| \| \| 5 \| \| Ivo Karlović \| 7 \| 6 \| 6 \| \| \| \| \| \| \| \| \| \| \| \| |       |                             |    |    |         |   |   |
| 1 |       | Go Soeda                    | 63 | 3  | 6       | 6 | 7 |
| 1 |       | Ivan Dodig                  | 7  | 6  | 4       | 3 | 5 |
| 2 |       | Kei Nishikori               | 4  | 4  | 3       |   |   |
| 2 |       | Ivo Karlović                | 6  | 6  | 6       |   |   |
| 3 |       | Tatsuma Ito - Yuichi Sugita | 4  | 4  | 6       | 3 |   |
| 3 |       | Ivan Dodig - Ivo Karlović   | 6  | 6  | 3       | 6 |   |
| |       |                             |    |    |         |   |   |
| 4 |       | Kei Nishikori               | 7  | 7  | 6       |   |   |
| 4 |       | Ivan Dodig                  | 5  | 64 | 3       |   |   |
| |       |                             |    |    |         |   |   |
| 5 |       | Go Soeda                    | 64 | 1  | 4       |   |   |
| 5 |       | Ivo Karlović                | 7  | 6  | 6       |   |   |
| |       |                             |    |    |         |   |   |

| 1 |  | Go Soeda                    | 63 | 3  | 6 | 6 | 7 |
| 1 |  | Ivan Dodig                  | 7  | 6  | 4 | 3 | 5 |
| 2 |  | Kei Nishikori               | 4  | 4  | 3 |   |   |
| 2 |  | Ivo Karlović                | 6  | 6  | 6 |   |   |
| 3 |  | Tatsuma Ito - Yuichi Sugita | 4  | 4  | 6 | 3 |   |
| 3 |  | Ivan Dodig - Ivo Karlović   | 6  | 6  | 3 | 6 |   |
|   |  |                             |    |    |   |   |   |
| 4 |  | Kei Nishikori               | 7  | 7  | 6 |   |   |
| 4 |  | Ivan Dodig                  | 5  | 64 | 3 |   |   |
|   |  |                             |    |    |   |   |   |
| 5 |  | Go Soeda                    | 64 | 1  | 4 |   |   |
| 5 |  | Ivo Karlović                | 7  | 6  | 6 |   |   |
|   |  |                             |    |    |   |   |   |

| | Allemagne | 1                               | -  | 4 | Argentine |   |   |
| --- | --------- | ------------------------------- | -- | - | --------- | - | - |
| Stechert Arena Bamberg, Bamberg, Allemagne |           |                                 |    |   |           |   |   |
| du 10 au 12 février 2012 sur terre battue (int.) |           |                                 |    |   |           |   |   |
| \| 1 \| \| Philipp Petzschner \| 3 \| 3 \| 3 \| \| \| \| 1 \| \| Juan Mónaco \| 6 \| 6 \| 6 \| \| \| \| 2 \| \| Florian Mayer \| 6 \| 0 \| 1 \| 6 \| \| \| 2 \| \| David Nalbandian \| 2 \| 6 \| 6 \| 7 \| \| \| 3 \| \| Tommy Haas - Philipp Petzschner \| 6 \| 6 \| 4 \| 3 \| 4 \| \| 3 \| \| E. Schwank - D. Nalbandian \| 3 \| 4 \| 6 \| 6 \| 6 \| \| \| \| \| \| \| \| \| \| \| 4 \| \| Florian Mayer \| 5 \| 5 \| \| \| \| \| 4 \| \| Juan Ignacio Chela \| 7 \| 7 \| \| \| \| \| \| \| \| \| \| \| \| \| \| 5 \| \| Cedrik-Marcel Stebe \| 7 \| 7 \| \| \| \| \| 5 \| \| Eduardo Schwank \| 61 \| 5 \| \| \| \| \| \| \| \| \| \| \| \| \| |           |                                 |    |   |           |   |   |
| 1 |           | Philipp Petzschner              | 3  | 3 | 3         |   |   |
| 1 |           | Juan Mónaco                     | 6  | 6 | 6         |   |   |
| 2 |           | Florian Mayer                   | 6  | 0 | 1         | 6 |   |
| 2 |           | David Nalbandian                | 2  | 6 | 6         | 7 |   |
| 3 |           | Tommy Haas - Philipp Petzschner | 6  | 6 | 4         | 3 | 4 |
| 3 |           | E. Schwank - D. Nalbandian      | 3  | 4 | 6         | 6 | 6 |
| |           |                                 |    |   |           |   |   |
| 4 |           | Florian Mayer                   | 5  | 5 |           |   |   |
| 4 |           | Juan Ignacio Chela              | 7  | 7 |           |   |   |
| |           |                                 |    |   |           |   |   |
| 5 |           | Cedrik-Marcel Stebe             | 7  | 7 |           |   |   |
| 5 |           | Eduardo Schwank                 | 61 | 5 |           |   |   |
| |           |                                 |    |   |           |   |   |

| 1 |  | Philipp Petzschner              | 3  | 3 | 3 |   |   |
| 1 |  | Juan Mónaco                     | 6  | 6 | 6 |   |   |
| 2 |  | Florian Mayer                   | 6  | 0 | 1 | 6 |   |
| 2 |  | David Nalbandian                | 2  | 6 | 6 | 7 |   |
| 3 |  | Tommy Haas - Philipp Petzschner | 6  | 6 | 4 | 3 | 4 |
| 3 |  | E. Schwank - D. Nalbandian      | 3  | 4 | 6 | 6 | 6 |
|   |  |                                 |    |   |   |   |   |
| 4 |  | Florian Mayer                   | 5  | 5 |   |   |   |
| 4 |  | Juan Ignacio Chela              | 7  | 7 |   |   |   |
|   |  |                                 |    |   |   |   |   |
| 5 |  | Cedrik-Marcel Stebe             | 7  | 7 |   |   |   |
| 5 |  | Eduardo Schwank                 | 61 | 5 |   |   |   |
|   |  |                                 |    |   |   |   |   |

##### Quarts de finale
| | Espagne | 4                              | - | 1 | Autriche |     |  |
| --- | ------- | ------------------------------ | - | - | -------- | --- |  |
| Marina d'Or, Oropesa del Mar, Espagne |         |                                |   |   |          |     |  |
| du 6 au 8 avril 2012 sur terre battue (ext.) |         |                                |   |   |          |     |  |
| \| 1 \| \| Nicolás Almagro \| 6 \| 6 \| 6 \| \| \| \| 1 \| \| Jürgen Melzer \| 2 \| 2 \| 4 \| \| \| \| 2 \| \| David Ferrer \| 6 \| 6 \| 6 \| \| \| \| 2 \| \| Andreas Haider-Maurer \| 1 \| 3 \| 1 \| \| \| \| 3 \| \| Marcel Granollers - Marc López \| 6 \| 4 \| 4 \| 612 \| \| \| 3 \| \| Oliver Marach - Alexander Peya \| 3 \| 6 \| 6 \| 7 \| \| \| \| \| \| \| \| \| \| \| \| 4 \| \| David Ferrer \| 7 \| 6 \| 6 \| \| \| \| 4 \| \| Jürgen Melzer \| 5 \| 3 \| 3 \| \| \| \| \| \| \| \| \| \| \| \| \| 5 \| \| Nicolás Almagro \| 7 \| 7 \| \| \| \| \| 5 \| \| Alexander Peya \| 5 \| 5 \| \| \| \| \| \| \| \| \| \| \| \| \| |         |                                |   |   |          |     |  |
| 1 |         | Nicolás Almagro                | 6 | 6 | 6        |     |  |
| 1 |         | Jürgen Melzer                  | 2 | 2 | 4        |     |  |
| 2 |         | David Ferrer                   | 6 | 6 | 6        |     |  |
| 2 |         | Andreas Haider-Maurer          | 1 | 3 | 1        |     |  |
| 3 |         | Marcel Granollers - Marc López | 6 | 4 | 4        | 612 |  |
| 3 |         | Oliver Marach - Alexander Peya | 3 | 6 | 6        | 7   |  |
| |         |                                |   |   |          |     |  |
| 4 |         | David Ferrer                   | 7 | 6 | 6        |     |  |
| 4 |         | Jürgen Melzer                  | 5 | 3 | 3        |     |  |
| |         |                                |   |   |          |     |  |
| 5 |         | Nicolás Almagro                | 7 | 7 |          |     |  |
| 5 |         | Alexander Peya                 | 5 | 5 |          |     |  |
| |         |                                |   |   |          |     |  |

| 1 |  | Nicolás Almagro                | 6 | 6 | 6 |     |  |
| 1 |  | Jürgen Melzer                  | 2 | 2 | 4 |     |  |
| 2 |  | David Ferrer                   | 6 | 6 | 6 |     |  |
| 2 |  | Andreas Haider-Maurer          | 1 | 3 | 1 |     |  |
| 3 |  | Marcel Granollers - Marc López | 6 | 4 | 4 | 612 |  |
| 3 |  | Oliver Marach - Alexander Peya | 3 | 6 | 6 | 7   |  |
|   |  |                                |   |   |   |     |  |
| 4 |  | David Ferrer                   | 7 | 6 | 6 |     |  |
| 4 |  | Jürgen Melzer                  | 5 | 3 | 3 |     |  |
|   |  |                                |   |   |   |     |  |
| 5 |  | Nicolás Almagro                | 7 | 7 |   |     |  |
| 5 |  | Alexander Peya                 | 5 | 5 |   |     |  |
|   |  |                                |   |   |   |     |  |

| | France | 2                                 | - | 3  | États-Unis |   |  |
| --- | ------ | --------------------------------- | - | -- | ---------- | - |  |
| Monte Carlo Country Club, Roquebrune-Cap-Martin, France |        |                                   |   |    |            |   |  |
| du 6 au 8 avril 2012 sur terre battue (ext.) |        |                                   |   |    |            |   |  |
| \| 1 \| \| Jo-Wilfried Tsonga \| 7 \| 6 \| 2 \| 6 \| \| \| 1 \| \| Ryan Harrison \| 5 \| 2 \| 6 \| 2 \| \| \| 2 \| \| Gilles Simon \| 3 \| 2 \| 5 \| \| \| \| 2 \| \| John Isner \| 6 \| 6 \| 7 \| \| \| \| 3 \| \| Michaël Llodra - Julien Benneteau \| 4 \| 4 \| 64 \| \| \| \| 3 \| \| Bob Bryan - Mike Bryan \| 6 \| 6 \| 7 \| \| \| \| \| \| \| \| \| \| \| \| \| 4 \| \| Jo-Wilfried Tsonga \| 3 \| 64 \| 7 \| 3 \| \| \| 4 \| \| John Isner \| 6 \| 7 \| 5 \| 6 \| \| \| \| \| \| \| \| \| \| \| \| 5 \| \| Gilles Simon \| 6 \| 6 \| \| \| \| \| 5 \| \| Ryan Harrison \| 2 \| 3 \| \| \| \| \| \| \| \| \| \| \| \| \| |        |                                   |   |    |            |   |  |
| 1 |        | Jo-Wilfried Tsonga                | 7 | 6  | 2          | 6 |  |
| 1 |        | Ryan Harrison                     | 5 | 2  | 6          | 2 |  |
| 2 |        | Gilles Simon                      | 3 | 2  | 5          |   |  |
| 2 |        | John Isner                        | 6 | 6  | 7          |   |  |
| 3 |        | Michaël Llodra - Julien Benneteau | 4 | 4  | 64         |   |  |
| 3 |        | Bob Bryan - Mike Bryan            | 6 | 6  | 7          |   |  |
| |        |                                   |   |    |            |   |  |
| 4 |        | Jo-Wilfried Tsonga                | 3 | 64 | 7          | 3 |  |
| 4 |        | John Isner                        | 6 | 7  | 5          | 6 |  |
| |        |                                   |   |    |            |   |  |
| 5 |        | Gilles Simon                      | 6 | 6  |            |   |  |
| 5 |        | Ryan Harrison                     | 2 | 3  |            |   |  |
| |        |                                   |   |    |            |   |  |

| 1 |  | Jo-Wilfried Tsonga                | 7 | 6  | 2  | 6 |  |
| 1 |  | Ryan Harrison                     | 5 | 2  | 6  | 2 |  |
| 2 |  | Gilles Simon                      | 3 | 2  | 5  |   |  |
| 2 |  | John Isner                        | 6 | 6  | 7  |   |  |
| 3 |  | Michaël Llodra - Julien Benneteau | 4 | 4  | 64 |   |  |
| 3 |  | Bob Bryan - Mike Bryan            | 6 | 6  | 7  |   |  |
|   |  |                                   |   |    |    |   |  |
| 4 |  | Jo-Wilfried Tsonga                | 3 | 64 | 7  | 3 |  |
| 4 |  | John Isner                        | 6 | 7  | 5  | 6 |  |
|   |  |                                   |   |    |    |   |  |
| 5 |  | Gilles Simon                      | 6 | 6  |    |   |  |
| 5 |  | Ryan Harrison                     | 2 | 3  |    |   |  |
|   |  |                                   |   |    |    |   |  |

| | Tchéquie | 4                               | -  | 1 | Serbie |   |   |
| --- | -------- | ------------------------------- | -- | - | ------ | - | - |
| O2 Arena, Prague, Tchéquie |          |                                 |    |   |        |   |   |
| du 6 au 8 avril 2012 sur terre battue (int.) |          |                                 |    |   |        |   |   |
| \| 1 \| \| Tomáš Berdych \| 6 \| 6 \| 6 \| \| \| \| 1 \| \| Viktor Troicki \| 2 \| 1 \| 2 \| \| \| \| 2 \| \| Radek Štěpánek \| 7 \| 4 \| 4 \| 6 \| 7 \| \| 2 \| \| Janko Tipsarević \| 5 \| 6 \| 6 \| 4 \| 9 \| \| 3 \| \| T. Berdych - R. Štěpánek \| 6 \| 6 \| 7 \| \| \| \| 3 \| \| Nenad Zimonjić - Ilija Bozoljac \| 4 \| 2 \| 64 \| \| \| \| \| \| \| \| \| \| \| \| \| 4 \| \| Tomáš Berdych \| 7 \| 7 \| 7 \| \| \| \| 4 \| \| Janko Tipsarević \| 6 \| 6 \| 67 \| \| \| \| \| \| \| \| \| \| \| \| \| 5 \| \| Lukáš Rosol \| 7 \| 7 \| \| \| \| \| 5 \| \| Viktor Troicki \| 65 \| 5 \| \| \| \| \| \| \| \| \| \| \| \| \| |          |                                 |    |   |        |   |   |
| 1 |          | Tomáš Berdych                   | 6  | 6 | 6      |   |   |
| 1 |          | Viktor Troicki                  | 2  | 1 | 2      |   |   |
| 2 |          | Radek Štěpánek                  | 7  | 4 | 4      | 6 | 7 |
| 2 |          | Janko Tipsarević                | 5  | 6 | 6      | 4 | 9 |
| 3 |          | T. Berdych - R. Štěpánek        | 6  | 6 | 7      |   |   |
| 3 |          | Nenad Zimonjić - Ilija Bozoljac | 4  | 2 | 64     |   |   |
| |          |                                 |    |   |        |   |   |
| 4 |          | Tomáš Berdych                   | 7  | 7 | 7      |   |   |
| 4 |          | Janko Tipsarević                | 6  | 6 | 67     |   |   |
| |          |                                 |    |   |        |   |   |
| 5 |          | Lukáš Rosol                     | 7  | 7 |        |   |   |
| 5 |          | Viktor Troicki                  | 65 | 5 |        |   |   |
| |          |                                 |    |   |        |   |   |

| 1 |  | Tomáš Berdych                   | 6  | 6 | 6  |   |   |
| 1 |  | Viktor Troicki                  | 2  | 1 | 2  |   |   |
| 2 |  | Radek Štěpánek                  | 7  | 4 | 4  | 6 | 7 |
| 2 |  | Janko Tipsarević                | 5  | 6 | 6  | 4 | 9 |
| 3 |  | T. Berdych - R. Štěpánek        | 6  | 6 | 7  |   |   |
| 3 |  | Nenad Zimonjić - Ilija Bozoljac | 4  | 2 | 64 |   |   |
|   |  |                                 |    |   |    |   |   |
| 4 |  | Tomáš Berdych                   | 7  | 7 | 7  |   |   |
| 4 |  | Janko Tipsarević                | 6  | 6 | 67 |   |   |
|   |  |                                 |    |   |    |   |   |
| 5 |  | Lukáš Rosol                     | 7  | 7 |    |   |   |
| 5 |  | Viktor Troicki                  | 65 | 5 |    |   |   |
|   |  |                                 |    |   |    |   |   |

| | Argentine | 4                          | - | 1  | Croatie |    |   |
| --- | --------- | -------------------------- | - | -- | ------- | -- | - |
| Parque Roca, Buenos Aires, Argentine |           |                            |   |    |         |    |   |
| du 6 au 8 avril 2012 sur terre battue (ext.) |           |                            |   |    |         |    |   |
| \| 1 \| \| David Nalbandian \| 7 \| 4 \| 6 \| 62 \| 3 \| \| 1 \| \| Marin Čilić \| 5 \| 6 \| 4 \| 7 \| 6 \| \| 2 \| \| Juan Martín del Potro \| 6 \| 7 \| 6 \| \| \| \| 2 \| \| Ivo Karlović \| 2 \| 67 \| 1 \| \| \| \| 3 \| \| E. Schwank - D. Nalbandian \| 3 \| 7 \| 6 \| 6 \| 8 \| \| 3 \| \| Marin Čilić - Ivo Karlović \| 6 \| 6 \| 3 \| 7 \| 6 \| \| \| \| \| \| \| \| \| \| \| 4 \| \| Juan Martín del Potro \| 6 \| 6 \| 6 \| \| \| \| 4 \| \| Marin Čilić \| 1 \| 2 \| 1 \| \| \| \| \| \| \| \| \| \| \| \| \| 5 \| \| Juan Mónaco \| 6 \| 6 \| \| \| \| \| 5 \| \| Antonio Veić \| 1 \| 1 \| \| \| \| \| \| \| \| \| \| \| \| \| |           |                            |   |    |         |    |   |
| 1 |           | David Nalbandian           | 7 | 4  | 6       | 62 | 3 |
| 1 |           | Marin Čilić                | 5 | 6  | 4       | 7  | 6 |
| 2 |           | Juan Martín del Potro      | 6 | 7  | 6       |    |   |
| 2 |           | Ivo Karlović               | 2 | 67 | 1       |    |   |
| 3 |           | E. Schwank - D. Nalbandian | 3 | 7  | 6       | 6  | 8 |
| 3 |           | Marin Čilić - Ivo Karlović | 6 | 6  | 3       | 7  | 6 |
| |           |                            |   |    |         |    |   |
| 4 |           | Juan Martín del Potro      | 6 | 6  | 6       |    |   |
| 4 |           | Marin Čilić                | 1 | 2  | 1       |    |   |
| |           |                            |   |    |         |    |   |
| 5 |           | Juan Mónaco                | 6 | 6  |         |    |   |
| 5 |           | Antonio Veić               | 1 | 1  |         |    |   |
| |           |                            |   |    |         |    |   |

| 1 |  | David Nalbandian           | 7 | 4  | 6 | 62 | 3 |
| 1 |  | Marin Čilić                | 5 | 6  | 4 | 7  | 6 |
| 2 |  | Juan Martín del Potro      | 6 | 7  | 6 |    |   |
| 2 |  | Ivo Karlović               | 2 | 67 | 1 |    |   |
| 3 |  | E. Schwank - D. Nalbandian | 3 | 7  | 6 | 6  | 8 |
| 3 |  | Marin Čilić - Ivo Karlović | 6 | 6  | 3 | 7  | 6 |
|   |  |                            |   |    |   |    |   |
| 4 |  | Juan Martín del Potro      | 6 | 6  | 6 |    |   |
| 4 |  | Marin Čilić                | 1 | 2  | 1 |    |   |
|   |  |                            |   |    |   |    |   |
| 5 |  | Juan Mónaco                | 6 | 6  |   |    |   |
| 5 |  | Antonio Veić               | 1 | 1  |   |    |   |
|   |  |                            |   |    |   |    |   |

##### Demi-finales
| | Espagne     | 3                              | -   | 1    | États-Unis |   |   |
| --- | ----------- | ------------------------------ | --- | ---- | ---------- | - | - |
| Parque Hermanos Castro, Gijón, Espagne |             |                                |     |      |            |   |   |
| du 14 au 16 septembre 2012 sur terre battue (ext.) |             |                                |     |      |            |   |   |
| \| 1 \| \| David Ferrer \| 4 \| 6 \| 6 \| 6 \| \| \| 1 \| \| Sam Querrey \| 6 \| 2 \| 2 \| 4 \| \| \| 2 \| \| Nicolás Almagro \| 6 \| 4 \| 6 \| 3 \| 7 \| \| 2 \| \| John Isner \| 4 \| 6 \| 4 \| 6 \| 5 \| \| 3 \| \| Marcel Granollers - Marc López \| 3 \| 6 \| 5 \| 5 \| \| \| 3 \| \| Bob Bryan - Mike Bryan \| 6 \| 3 \| 7 \| 7 \| \| \| \| \| \| \| \| \| \| \| \| 4 \| \| David Ferrer \| 63 \| 6 \| 6 \| 6 \| \| \| 4 \| \| John Isner \| 7 \| 3 \| 4 \| 2 \| \| \| \| \| \| \| \| \| \| \| \| 5 \| \| Nicolás Almagro \| Non \| joué \| \| \| \| \| 5 \| Sam Querrey \| \| \| \| \| \| \| \| \| \| \| \| \| \| \| \| |             |                                |     |      |            |   |   |
| 1 |             | David Ferrer                   | 4   | 6    | 6          | 6 |   |
| 1 |             | Sam Querrey                    | 6   | 2    | 2          | 4 |   |
| 2 |             | Nicolás Almagro                | 6   | 4    | 6          | 3 | 7 |
| 2 |             | John Isner                     | 4   | 6    | 4          | 6 | 5 |
| 3 |             | Marcel Granollers - Marc López | 3   | 6    | 5          | 5 |   |
| 3 |             | Bob Bryan - Mike Bryan         | 6   | 3    | 7          | 7 |   |
| |             |                                |     |      |            |   |   |
| 4 |             | David Ferrer                   | 63  | 6    | 6          | 6 |   |
| 4 |             | John Isner                     | 7   | 3    | 4          | 2 |   |
| |             |                                |     |      |            |   |   |
| 5 |             | Nicolás Almagro                | Non | joué |            |   |   |
| 5 | Sam Querrey |                                |     |      |            |   |   |
| |             |                                |     |      |            |   |   |

| 1 |             | David Ferrer                   | 4   | 6    | 6 | 6 |   |
| 1 |             | Sam Querrey                    | 6   | 2    | 2 | 4 |   |
| 2 |             | Nicolás Almagro                | 6   | 4    | 6 | 3 | 7 |
| 2 |             | John Isner                     | 4   | 6    | 4 | 6 | 5 |
| 3 |             | Marcel Granollers - Marc López | 3   | 6    | 5 | 5 |   |
| 3 |             | Bob Bryan - Mike Bryan         | 6   | 3    | 7 | 7 |   |
|   |             |                                |     |      |   |   |   |
| 4 |             | David Ferrer                   | 63  | 6    | 6 | 6 |   |
| 4 |             | John Isner                     | 7   | 3    | 4 | 2 |   |
|   |             |                                |     |      |   |   |   |
| 5 |             | Nicolás Almagro                | Non | joué |   |   |   |
| 5 | Sam Querrey |                                |     |      |   |   |   |
|   |             |                                |     |      |   |   |   |

| | Tchéquie | 3                                | - | 2  | Argentine |   |   |
| --- | -------- | -------------------------------- | - | -- | --------- | - | - |
| Parque Roca, Buenos Aires, Argentine |          |                                  |   |    |           |   |   |
| du 14 au 16 septembre 2012 sur terre battue (ext.) |          |                                  |   |    |           |   |   |
| \| 1 \| \| Radek Štěpánek \| 4 \| 4 \| 2 \| \| \| \| 1 \| \| Juan Martín del Potro \| 6 \| 6 \| 6 \| \| \| \| 2 \| \| Tomáš Berdych \| 6 \| 4 \| 1 \| 6 \| 6 \| \| 2 \| \| Juan Mónaco \| 1 \| 6 \| 6 \| 4 \| 4 \| \| 3 \| \| T. Berdych - R. Štěpánek \| 6 \| 6 \| 6 \| \| \| \| 3 \| \| Carlos Berlocq - Eduardo Schwank \| 3 \| 4 \| 3 \| \| \| \| \| \| \| \| \| \| \| \| \| 4 \| \| Tomáš Berdych \| 6 \| 6 \| 6 \| \| \| \| 4 \| \| Carlos Berlocq \| 3 \| 3 \| 4 \| \| \| \| \| \| \| \| \| \| \| \| \| 5 \| \| Ivo Minář \| 3 \| 62 \| \| \| \| \| 5 \| \| Juan Mónaco \| 6 \| 7 \| \| \| \| \| \| \| \| \| \| \| \| \| |          |                                  |   |    |           |   |   |
| 1 |          | Radek Štěpánek                   | 4 | 4  | 2         |   |   |
| 1 |          | Juan Martín del Potro            | 6 | 6  | 6         |   |   |
| 2 |          | Tomáš Berdych                    | 6 | 4  | 1         | 6 | 6 |
| 2 |          | Juan Mónaco                      | 1 | 6  | 6         | 4 | 4 |
| 3 |          | T. Berdych - R. Štěpánek         | 6 | 6  | 6         |   |   |
| 3 |          | Carlos Berlocq - Eduardo Schwank | 3 | 4  | 3         |   |   |
| |          |                                  |   |    |           |   |   |
| 4 |          | Tomáš Berdych                    | 6 | 6  | 6         |   |   |
| 4 |          | Carlos Berlocq                   | 3 | 3  | 4         |   |   |
| |          |                                  |   |    |           |   |   |
| 5 |          | Ivo Minář                        | 3 | 62 |           |   |   |
| 5 |          | Juan Mónaco                      | 6 | 7  |           |   |   |
| |          |                                  |   |    |           |   |   |

| 1 |  | Radek Štěpánek                   | 4 | 4  | 2 |   |   |
| 1 |  | Juan Martín del Potro            | 6 | 6  | 6 |   |   |
| 2 |  | Tomáš Berdych                    | 6 | 4  | 1 | 6 | 6 |
| 2 |  | Juan Mónaco                      | 1 | 6  | 6 | 4 | 4 |
| 3 |  | T. Berdych - R. Štěpánek         | 6 | 6  | 6 |   |   |
| 3 |  | Carlos Berlocq - Eduardo Schwank | 3 | 4  | 3 |   |   |
|   |  |                                  |   |    |   |   |   |
| 4 |  | Tomáš Berdych                    | 6 | 6  | 6 |   |   |
| 4 |  | Carlos Berlocq                   | 3 | 3  | 4 |   |   |
|   |  |                                  |   |    |   |   |   |
| 5 |  | Ivo Minář                        | 3 | 62 |   |   |   |
| 5 |  | Juan Mónaco                      | 6 | 7  |   |   |   |
|   |  |                                  |   |    |   |   |   |

##### Finale
La finale de la Coupe Davis 2012 se joue entre l'Espagne et la Tchéquie.
| | Espagne | 2                              | - | 3  | Tchéquie |    |   |
| --- | ------- | ------------------------------ | - | -- | -------- | -- | - |
| O2 Arena, Prague, Tchéquie |         |                                |   |    |          |    |   |
| du 16 au 18 novembre 2012 sur dur (int.) |         |                                |   |    |          |    |   |
| \| 1 \| \| David Ferrer \| 6 \| 6 \| 6 \| \| \| \| 1 \| \| Radek Štěpánek \| 3 \| 4 \| 4 \| \| \| \| 2 \| \| Nicolás Almagro \| 3 \| 6 \| 3 \| 7 \| 3 \| \| 2 \| \| Tomáš Berdych \| 6 \| 3 \| 6 \| 65 \| 6 \| \| 3 \| \| Marcel Granollers - Marc López \| 6 \| 5 \| 5 \| 3 \| \| \| 3 \| \| T. Berdych - R. Štěpánek \| 3 \| 7 \| 7 \| 6 \| \| \| \| \| \| \| \| \| \| \| \| 4 \| \| David Ferrer \| 6 \| 6 \| 7 \| \| \| \| 4 \| \| Tomáš Berdych \| 2 \| 3 \| 5 \| \| \| \| \| \| \| \| \| \| \| \| \| 5 \| \| Nicolás Almagro \| 4 \| 60 \| 6 \| 3 \| \| \| 5 \| \| Radek Štěpánek \| 6 \| 7 \| 3 \| 6 \| \| \| \| \| \| \| \| \| \| \| |         |                                |   |    |          |    |   |
| 1 |         | David Ferrer                   | 6 | 6  | 6        |    |   |
| 1 |         | Radek Štěpánek                 | 3 | 4  | 4        |    |   |
| 2 |         | Nicolás Almagro                | 3 | 6  | 3        | 7  | 3 |
| 2 |         | Tomáš Berdych                  | 6 | 3  | 6        | 65 | 6 |
| 3 |         | Marcel Granollers - Marc López | 6 | 5  | 5        | 3  |   |
| 3 |         | T. Berdych - R. Štěpánek       | 3 | 7  | 7        | 6  |   |
| |         |                                |   |    |          |    |   |
| 4 |         | David Ferrer                   | 6 | 6  | 7        |    |   |
| 4 |         | Tomáš Berdych                  | 2 | 3  | 5        |    |   |
| |         |                                |   |    |          |    |   |
| 5 |         | Nicolás Almagro                | 4 | 60 | 6        | 3  |   |
| 5 |         | Radek Štěpánek                 | 6 | 7  | 3        | 6  |   |
| |         |                                |   |    |          |    |   |

### Barrages

#### Résumé
Pendant les barrages chaque nation ayant perdu au 1er tour du "Groupe Mondial" (GM) affronte un des vainqueurs des "Groupe I". Les nations victorieuses sont qualifiées pour le groupe mondial 2013. Les nations vaincues participent au "Groupe I" de leur zone géographique. Les barrages se déroulent en même temps que les demi-finales : du 14 au 16 septembre.
| Lieu                  | Surface             | Hôtes           | Score | Visiteurs      |
| --------------------- | ------------------- | --------------- | ----- | -------------- |
| Astana*               | terre battue (int.) | Kazakhstan (GM) | 3 - 1 | Ouzbékistan    |
| Hambourg              | terre battue (ext.) | Allemagne (GM)  | 3 - 2 | Australie      |
| Tokyo*                | dur (ext.)          | Japon (GM)      | 2 - 3 | Israël         |
| Bruxelles             | terre battue (ext.) | Belgique        | 5 - 0 | Suède (GM)     |
| Montréal**            | dur (ext.)          | Canada (GM)     | 4 - 1 | Afrique du Sud |
| São José do Rio Preto | terre battue (ext.) | Brésil          | 5 - 0 | Russie (GM)    |
| Naples                | terre battue (ext.) | Italie (GM)     | 4 - 1 | Chili          |
| Amsterdam             | terre battue (ext.) | Pays-Bas        | 2 - 3 | Suisse (GM)    |

* les équipes qui se rencontrent pour la 1re fois dans l'histoire de la compétition tirent au sort la nation qui reçoit.
** Bien que l'Afrique du Sud et le Canada se soient rencontrés en 1913, un tirage au sort détermine la nation qui reçoit.